# Anton Dohrn Seamount

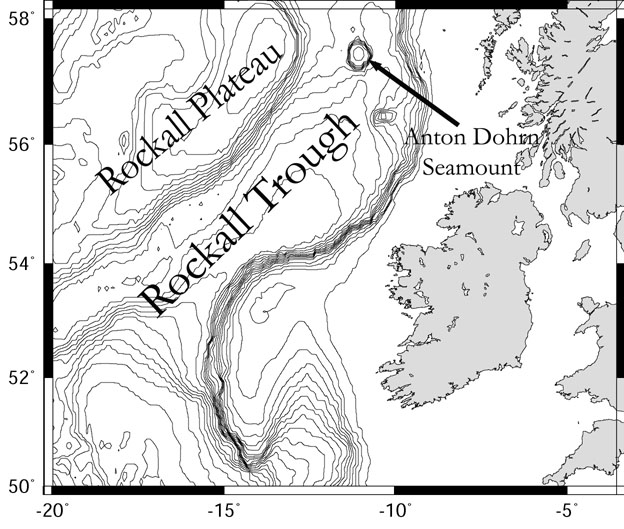
De ligging van de onderzeese berg

De Anton Dohrn Seamount  is een guyot: een onderzeese berg, gelegen middenin de Rockalltrog ten westen van Schotland. De berg ligt in de exclusieve economische zone van het Verenigd Koninkrijk en is genoemd naar het Duitse visserij-onderzoeksschip Anton Dohrn dat hem aan het eind van de jaren '50 heeft ontdekt, en dat op zijn beurt is genoemd naar de 19e-eeuwse evolutiebioloog Anton Dohrn.

## Ontstaan en geologie
De berg is een dode vulkaan die ongeveer 1500 meter boven de oceaanbodem uit rijst, die ter plaatse 2100 meter diep is. De platte top, die een diameter van ongeveer 40 km heeft, bereikt dus een hoogte van circa 600 meter beneden zeeniveau. De bovenste 100 meter daarvan bestaat uit sediment; daaronder ligt de rotsachtige ondergrond van de eigenlijke berg, bestaande uit basalt. De berg is ontstaan in het Krijt, ongeveer 70-40 miljoen jaar geleden, in dezelfde periode van sterke vulkanische activiteit waarin het eilandje Rockall ontstond, dat zo'n 150 km westelijker ligt.
Uit onderzoek waarbij deze berg is vergeleken met de morfologie van vergelijkbare bergen, is vastgesteld dat de top van de berg oorspronkelijk ongeveer 2000 meter hoger moet zijn geweest, en dus ver boven water uit gekomen is. Maar in het paleoceen is deze in een betrekkelijk korte periode van slechts enkele miljoenen jaren afgesleten. Daarnaast is de hele berg samen met de oceaanbodem sindsdien ook zo'n 600 meter gedaald doordat de Rockalltrog, die eigenlijk een grote scheur is tussen het West-Europese continentaal plat en het Rockallplateau, zich verdiepte.